# Bob (Sin City)
Bob es un personaje ficticio de la serie de novelas gráficas Sin City.

## Biografía
Bob aparece en el Volumen 2 Una dama por la cual matar y en el Volumen 4 Ese bastardo amarillo en la serie.
En el Volumen 4, su compañero de equipo de John Hartigan, el único policía honesto en la ciudad. Bob advirtió a Hartigan de no interferir en un caso que involucra a Roark Jr. y Nancy Callahan. Él le dispara a Hartigan tres balas en el cuerpo, y Nancy no escuchó nada.
En el Volumen 2, Bob se ha asociado con Mort. Están investigando la muerte de Damien Lord, asesinado por Dwight McCarthy. Mort se enamora perdidamente de Ava Lord, la viuda de Damien, y mata a Bob después de que este señalase que Ava le estaba manipulando. Desesperado por haber matado a su compañero en un momento de furia, Mort se suicida inmediatamente después.

## Apariciones en cómics
- A Dame to Kill For (1993-1994)
- That Yellow Bastard (1996)

## Cine
- Sin City (2005), interpretado por Michael Madsen.
- Sin City: A Dame to Kill For (2013), interpretado por Jeremy Piven.

- Datos: Q2907557